# Aldo Gorio
Aldo Gorio (Perledo, 8 novembre 1893 – Carso, 2 dicembre 1915) è stato un calciatore italiano, di ruolo mediano.

## Carriera
Uno dei pionieri del calcio a Como, con i lariani ha disputato le prime tre stagioni, formando con Carlo Piazza e Raffaele Crispo una solida linea mediana, nelle tre stagioni che hanno preceduto la prima guerra, Aldo ha disputato con la celeste 41 partite tra Promozione e Prima Categoria.